# وزارة البيئة (الأردن)
وزارة البيئة هي الوزارة المعنية في حماية عناصر البيئة واستدامتها وتحسين نوعية الحياة والمحافظة على الموارد الطبيعية والمساهمة في تحقيق التنمية المستدامة وتسعى الوزارة كذلك من التخفيف من آثار التغيرات البيئية السلبية على الإنسان في الأردن والمحافظة على النظم البيئية ورفع مستوى الثقافة في مجال الوعي البيئي لدى المواطنين من خلال برامج التوعية والتثقيف، وتعمل الوزارة كذلك في الحد والتقليل من الآثار السلبية للأكياس البلاستكية على البيئة في الأردن والمحافظة على الغابات والمحميات ، والوزارة كذلك مسؤولة عن معالجة النفايات بمختلف أنواعها مثل النفايات الصلبة والنفايات الالكترونية وغيرهما بوسائل آمنة.
سنة 1980 أضيفت لمهام وزارة الشؤون البلدية الشؤون البيئية، وفي سنة 2003 تم إستحداث وزارة متخصصة في شؤون البيئة أُطلق عليها وزارة البيئة ، وقد سُنت العديد من التشريعات المتعلقة في الشؤون البيئية منذ إستحداث الوزارة حتى الآن.

## رسالة الوزارة
أطلقت وزارة البيئة رسالتها الخاصة وهي: "حماية البيئة والحفاظ على النظم البيئية من خلال وضع الأطر التشريعية والاستراتيجية ورسم السياسات ونشر الثقافة البيئية، وتعزيز الرقابة البيئية وتطبيق القانون والتحول نحو اقتصاد أخضر، وفق نهج تشاركي وعبر بناء مؤسسي داعم،  للمساهمة في تحقيق تنمية مستدامة"

## رؤية الوزارة
وزارة متميزة في المحافظة على عناصر البيئـة واستدامتها لحياة أفضل.

## الوزراء
تقلد منصب وزير البيئة منذ عام 2003 كل من :
| الوزير            | الفترة          | الفترة          | رئيس الوزراء   |
| الوزير            | من              | إلى             | رئيس الوزراء   |
| ----------------- | --------------- | --------------- | -------------- |
| محمد الذنيبات     | 12 يناير 2003   | 11 يوليو 2003   | علي أبو الراغب |
| هشام غرايبة       | 11 يوليو 2003   | 25 أكتوبر 2003  | علي أبو الراغب |
| علياء بوران       | 25 أكتوبر 2003  | 24 أكتوبر 2004  | فيصل الفايز    |
| يوسف الشريقي      | 24 أكتوبر 2004  | 7 نسيان 2005    | فيصل الفايز    |
| خالد الإيراني     | 7 نسيان 2005    | 27 نوفيمبر 2005 | عدنان بدران    |
| خالد الإيراني     | 27 نوفيمبر 2005 | 25 نوفيمبر 2007 | معروف البخيت   |
| خالد الإيراني     | 25 نوفيمبر 2007 | 14 ديسيمبر 2009 | نادر الذهبي    |
| حازم ملحس         | 14 ديسيمبر 2009 | 26 أكتوبر 2010  | سمير الرفاعي   |
| خالد الإيراني     | 26 أكتوبر 2010  | 24 نوفيمبر 2010 | سمير الرفاعي   |
| ناصر شريدة        | 24 نوفيمبر 2010 | 9 فبراير 2011   | سمير الرفاعي   |
| طاهر الشخشير      | 9 فبراير 2011   | 24 أكتوبر 2011  | معروف البخيت   |
| ياسين الخياط      | 24 أكتوبر 2011  | 2 مايو 2012     | عون الخصاونة   |
| ياسين الخياط      | 2 مايو 2012     | 11 أكتوبر 2012  | فايز الطراونة  |
| نايف حميدي الفايز | 11 أكتوبر 2012  | 30 مارس 2013    | عبدالله النسور |
| مجلي محمد محيلان  | 30 مارس 2013    | 21 أغسطس 2013   | عبدالله النسور |
| طاهر الشخشير      | 21 أغسطس 2013   | 1 يونيو 2016    | عبدالله النسور |
| ياسين الخياط      | 1 يونيو 2016    | 28 سيبتمبر 2016 | هاني الملقي    |
| ياسين الخياط      | 28 سيبتمبر 2016 | 25 فبراير 2018  | هاني الملقي    |
| نايف حميدي الفايز | 25 فبراير 2018  | 14 يونيو 2018   | هاني الملقي    |
| نايف حميدي الفايز | 14 يونيو 2018   | 11 أكتوبر 2018  | عمر الرزاز     |
| إبراهيم الشحاحدة  | 11 أكتوبر 2018  | 7 نوفمبر 2019   | عمر الرزاز     |
| صالح علي الخرابشة | 7 نوفمبر 2019   | 12 أكتوبر 2020  | عمر الرزاز     |
| نبيل المصاروة     | 12 أكتوبر 2020  | 11 أكتوبر 2021  | بشر الخصاونة   |
| معاوية الردايدة   | 12 أكتوبر 2021  | 15 سبتمبر 2024  | بشر الخصاونة   |
| معاوية الردايدة   | 18 سبتمبر 2024  | 6 أغسطس 2025    | جعفر حسان      |
| أيمن سليمان       | 6 أغسطس 2025    | الآن            | جعفر حسان      |

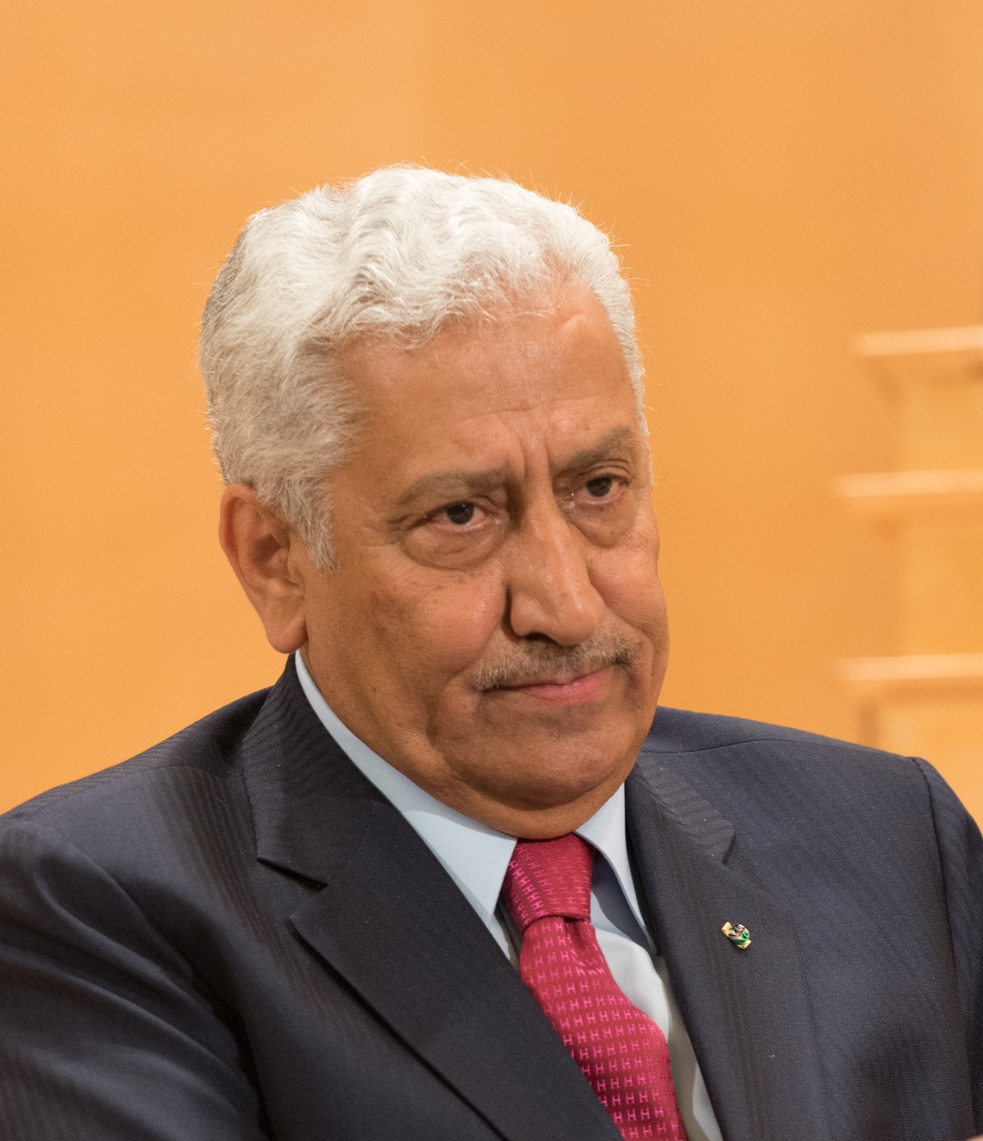
عبد الله النسور رئيس الوزراء في الأردن سابقًا.
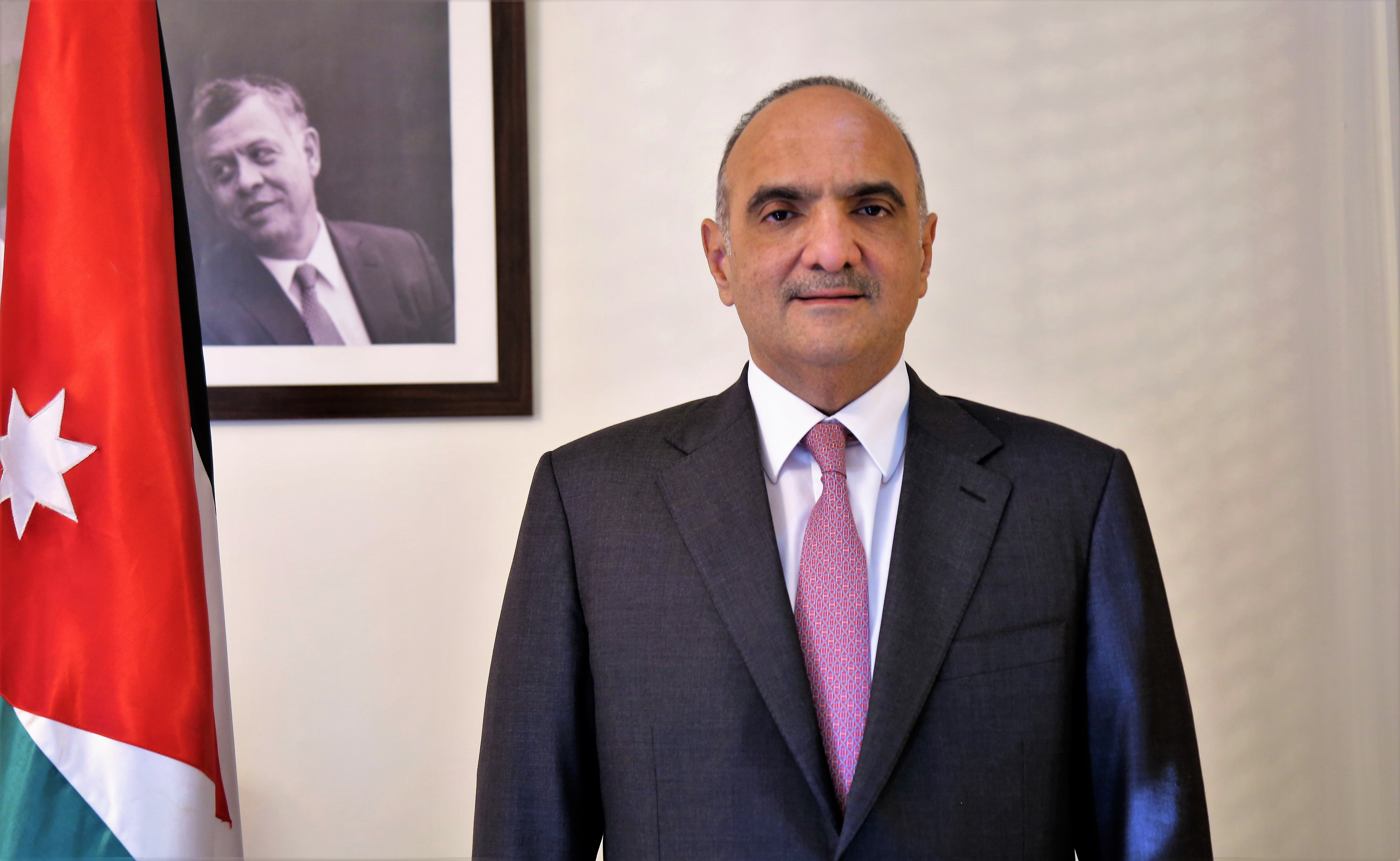
بشر الخصاونة رئيس الوزراء في الأردن.
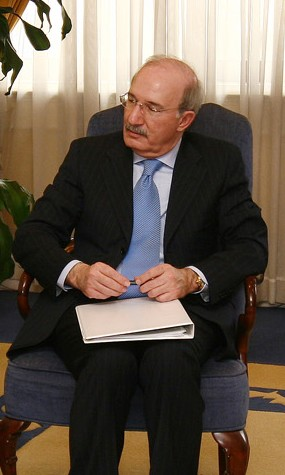
نادر الذهبي رئيس وزراء في الأردن سابقًا.
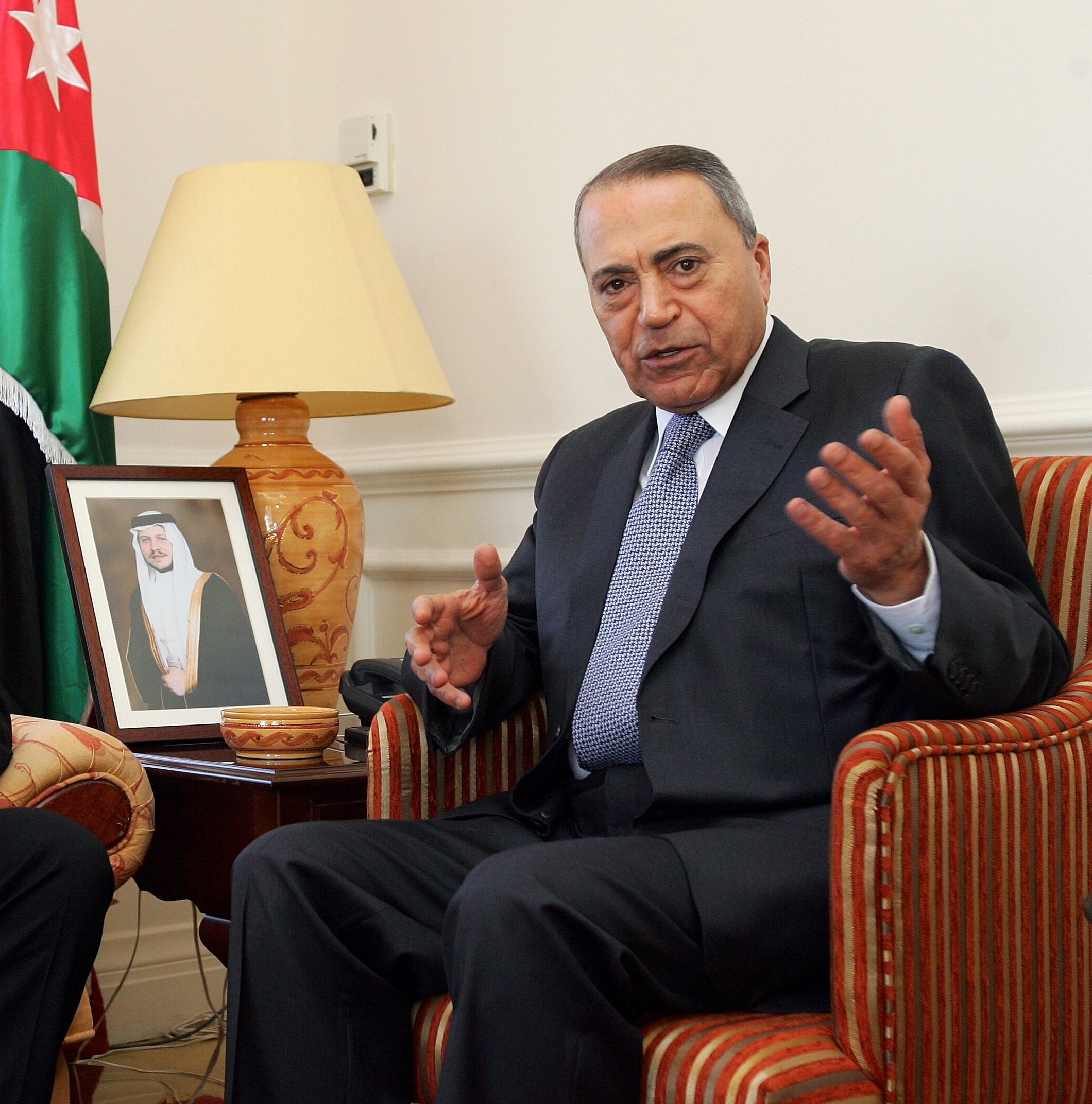
معروف البخيت رئيس وزراء في الأردن سابقًا.
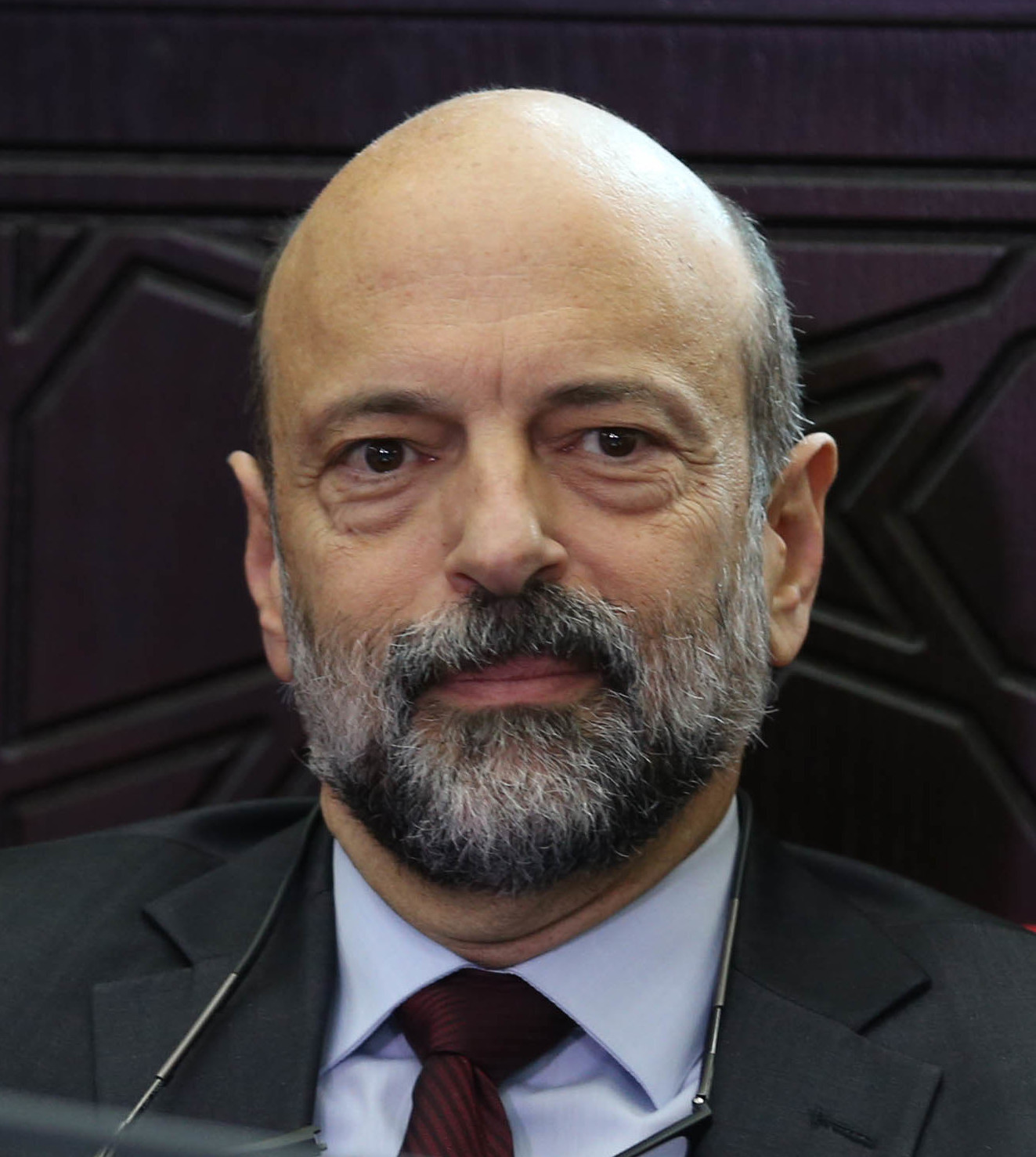
عمر الرزاز رئيس وزراء في الأردن سابقًا.
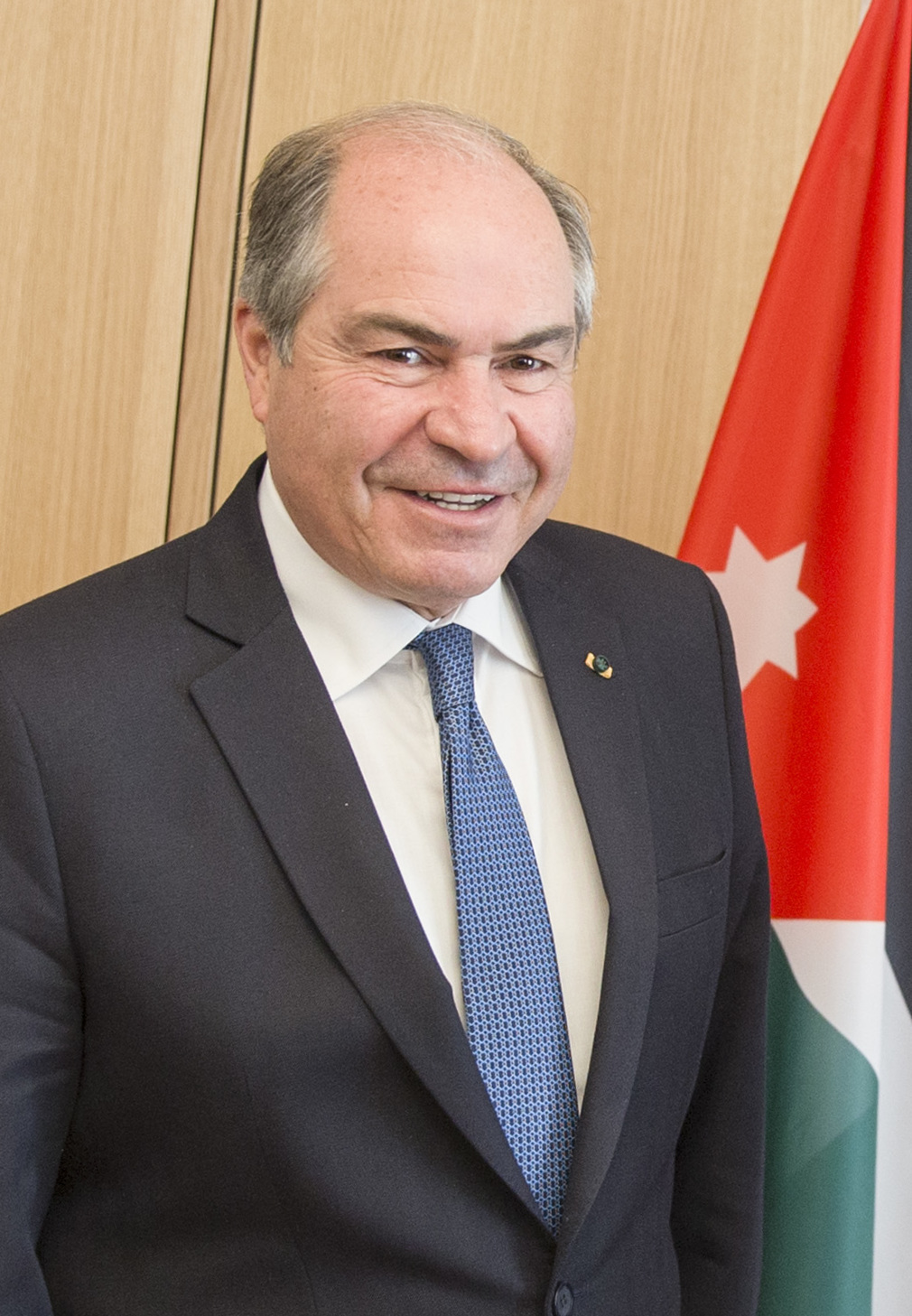
هاني الملقي رئيس وزراء في الأردن سابقًا.

| الصورة      | الاسم (مواليد–وفاة)       | فترة شغل المنصب     | فترة شغل المنصب     | فترة شغل المنصب   | الحكومة            | ملاحظات     |
| الصورة      | الاسم (مواليد–وفاة)       | تولى المنصب         | غادر المنصب         | المدة             | الحكومة            | ملاحظات     |
| وزير البيئة | وزير البيئة               | وزير البيئة         | وزير البيئة         | وزير البيئة       | وزير البيئة        | وزير البيئة |
| ----------- | ------------------------- | ------------------- | ------------------- | ----------------- | ------------------ | ----------- |
|             | الاسم (0000–0000)         | 01 شهر 0000         | 01 شهر 0000         | 1 سنة و31 أيام    | الحكومة            |             |
|             | الاسم (0000–0000)         | 01 شهر 0000         | 01 شهر 0000         | 1 سنة و31 أيام    | الحكومة            |             |
|             | الاسم (0000–0000)         | 01 شهر 0000         | 01 شهر 0000         | 1 سنة و31 أيام    | الحكومة            |             |
|             | الاسم (0000–0000)         | 01 شهر 0000         | 01 شهر 0000         | 1 سنة و31 أيام    | الحكومة            |             |
|             | الاسم (0000–0000)         | 01 شهر 0000         | 01 شهر 0000         | 1 سنة و31 أيام    | الحكومة            |             |
|             | صالح الخرابشة (0000–0000) | 7 تشرين الثاني 2019 | 12 تشرين الأول 2020 | 340 أيام          | حكومة عمر الرزاز   |             |
|             | نبيل المصاروة (1954–)     | 12 تشرين الأول 2020 | 11 تشرين الأول 2021 | 364 أيام          | حكومة بشر الخصاونة |             |
|             | معاوية الردايدة (1966–)   | 11 تشرين الأول 2021 | في المنصب           | 3 سنوات و300 أيام | حكومة بشر الخصاونة |             |

## عنوان الوزارة في الأردن
تقع وزارة البيئة في الأردن في عمّان- أم أذنية- شارع الملك فيصل بن عبد العزيز- عمارة رقم 83.

## مواضيع ذات صلة
- الجمعية الملكية لحماية الطبيعة.
- وزارة.

## وصلات
الإشراف على عملية نقل ومعالجة النفايات الخطرة إلى موقع المعالجة